# Lerorna
Lerorna är en klippa i Finland.   Den ligger i kommunen Hangö i den ekonomiska regionen  Raseborg  och landskapet Nyland, i den södra delen av landet, 120 km väster om huvudstaden Helsingfors.
Terrängen runt Lerorna är mycket platt.  Närmaste större samhälle är Hangö, 8,4 km nordost om Lerorna. 